# Raúl Guti
José Raúl Gutiérrez Parejo, meglio noto come Raúl Guti (Saragozza, 30 dicembre 1996), è un calciatore spagnolo, centrocampista del Real Saragozza.

## Caratteristiche tecniche
È un centrocampista centrale.

## Carriera

### Club
Cresciuto nel settore giovanile del Real Saragozza, il 20 settembre 2020 viene ufficializzato il suo passaggio per 5 milioni di € all'Elche, dopo 91 presenze e 8 gol con il club aragonese.

## Statistiche

### Presenze e reti nei club
Statistiche aggiornate al 19 giugno 2023.
| Stagione              | Squadra               | Campionato            | Campionato | Campionato | Coppe nazionali | Coppe nazionali | Coppe nazionali | Coppe continentali | Coppe continentali | Coppe continentali | Altre coppe | Altre coppe | Altre coppe | Totale | Totale |
| Stagione              | Squadra               | Comp                  | Pres       | Reti       | Comp            | Pres            | Reti            | Comp               | Pres               | Reti               | Comp        | Pres        | Reti        | Pres   | Reti   |
| --------------------- | --------------------- | --------------------- | ---------- | ---------- | --------------- | --------------- | --------------- | ------------------ | ------------------ | ------------------ | ----------- | ----------- | ----------- | ------ | ------ |
| 2017-2018             | Real Saragozza B      | SDB                   | 2          | 0          | -               | -               | -               | -                  | -                  | -                  | -           | -           | -           | 2      | 0      |
| 2016-2017             | Real Saragozza        | SB                    | 1          | 1          | CR              | 0               | 0               | -                  | -                  | -                  | -           | -           | -           | 1      | 1      |
| 2017-2018             | Real Saragozza        | SB                    | 29         | 1          | CR              | 3               | 0               | -                  | -                  | -                  | -           | -           | -           | 32     | 1      |
| 2018-2019             | Real Saragozza        | SB                    | 17         | 1          | CR              | 0               | 0               | -                  | -                  | -                  | -           | -           | -           | 17     | 1      |
| 2019-2020             | Real Saragozza        | SB                    | 37+2       | 5+0        | CR              | 2               | 0               | -                  | -                  | -                  | -           | -           | -           | 41     | 5      |
| Totale Real Saragozza | Totale Real Saragozza | Totale Real Saragozza | 86         | 8          |                 | 5               | 0               |                    | -                  | -                  |             | -           | -           | 91     | 8      |
| 2020-2021             | Elche                 | PD                    | 36         | 3          | CR              | 0               | 0               | -                  | -                  | -                  | -           | -           | -           | 36     | 3      |
| 2021-2022             | Elche                 | PD                    | 31         | 0          | CR              | 4               | 1               | -                  | -                  | -                  | -           | -           | -           | 35     | 1      |
| 2022-2023             | Elche                 | PD                    | 28         | 0          | CR              | 3               | 0               | -                  | -                  | -                  | -           | -           | -           | 31     | 0      |
| Totale Elche          | Totale Elche          | Totale Elche          | 95         | 3          |                 | 7               | 1               |                    | -                  | -                  |             | -           | -           | 102    | 4      |
| Totale Carriera       | Totale Carriera       | Totale Carriera       | 183        | 11         |                 | 12              | 1               |                    | -                  | -                  |             | -           | -           | 195    | 12     |